# 京都市立向島中学校
京都市立向島中学校（きょうとしりつ むかいじまちゅうがっこう）は、京都市伏見区向島二ノ丸町にあった公立中学校。略称「向中（むかちゅう）」。

## 概要
伏見区南部に立地し、向島ニュータウン建設など向島地区の人口増加に伴い、1980年に京都市立桃陵中学校から分離・開校した。周囲は向島ニュータウンの高層住宅が林立している。
向島中学校、向島南小学校、向島二の丸小学校、二の丸北小学校の向島地区４小中学校を統合し京都市立向島秀蓮小中学校になったため、2019年3月20日に閉校した。
閉校後の施設は地域交流施設「むかちゅうセンター」として活用されていた。
現在は解体作業が進められている。

## 沿革
- 1979年
  - 4月 - 京都市立桃陵中学校分校建設委員会設立
  - 7月 - 校名を「京都市立向島中学校」に決定
  - 12月 - 校章制定
- 1980年4月 - 開校[1]
- 1983年
  - 2月 - 京都市立向島中学校分校建設促進委員会結成
  - 4月 - 京都市立向島中学校東分校を向島中学校内に設置
  - 5月 - 京都市立向島中学校東分校建設委員会設立
  - 9月 - 分校の校名を京都市立向島東中学校に決定
- 1984年4月 - 京都市立向島東中学校を分離
- 2002年10月 - 自由選択制学校給食開始
- 2005年3月 - 普通教室にエアコンを設置
- 2019年3月 - 京都市立向島秀蓮小中学校に統合のため閉校。

## 部活動
体育系
- サッカー部
- ラグビー部
- 野球部
- 女子ソフトテニス部
- 男子ソフトテニス部
- 男子バスケットボール部
- 女子バスケットボール部
- 女子バレーボール部

文化系
- サイエンス部
- 吹奏楽部
- 美術部
- ハンドメーキング部

## 校区
国道24号以西の向島地区（以下の小学校校区）を通学区域とする。
- 京都市立向島南小学校（全域）
- 京都市立向島二の丸小学校（全域）

## 学校の周辺
- 京都市立向島二の丸小学校
- 向島中央公園
- 向島運動公園
- 特養ホームあじさい苑

## 交通アクセス
- 近鉄京都線 向島駅下車

## 主な出身者
- 林優樹 - プロ野球選手（東北楽天ゴールデンイーグルス）